# Parorbiliopsis
Parorbiliopsis is een geslacht van schimmels in de familie Helotiaceae. De typesoort is Parorbiliopsis minuta. Deze soort is overgeplaatst als Hyaloscypha minuta naar het genus Hyaloscypha.

## Soorten
Volgens Index Fungorum telt het geslacht vier soorten (peildatum oktober 2023):
| Soortnaam                                     | Auteur(s)                    | Publicatiejaar |
| --------------------------------------------- | ---------------------------- | -------------- |
| Parorbiliopsis extumescens (Ecru sapbekertje) | (P. Karst.) Spooner & Dennis | 1986           |
| Parorbiliopsis luzulae-silvaticae             | Svrček                       | 1993           |
| Parorbiliopsis salicis                        | Svrček                       | 1992           |
| Parorbiliopsis samarae                        | (Velen.) Svrček              | 1992           |

'